# Danh sách nhà báo bị sát hại ở Hoa Kỳ
Nhiều nhà báo đã bị sát hại ở Hoa Kỳ khi đang đưa tin về một cuộc xung đột quân sự hoặc vì tư cách là một nhà báo của họ. Các nhà báo gần đây nhất bị giết ở Hoa Kỳ là bốn phóng viên của The Capital ở Annapolis, Maryland, bị giết vào ngày 28 tháng 6 năm 2018 trong một vụ xả súng hàng loạt tại văn phòng của tờ báo.
Lĩnh vực nguy hiểm nhất của truyền thông Hoa Kỳ sau năm 1980 là chủng tộc. Theo Ủy ban Bảo vệ Nhà báo, mười nhà báo phục vụ cộng đồng di dân Việt Nam, Haiti và Trung Quốc đã thiệt mạng trong các vụ ám sát chính trị từ năm 1980 đến 1993. Chauncey Bailey, biên tập viên của một tờ báo người Mỹ gốc Phi có số lượng phát hành lớn, đã bị sát hại vào năm 2007 vì phóng sự điều tra của mình.
Kể từ vụ tấn công ngày 11 tháng 9, những cái chết liên quan đến khủng bố là một xu hướng khác.

## Danh sách
| Date                | Name                  | Employer               | Location                     | Notes |
| ------------------- | --------------------- | ---------------------- | ---------------------------- | --- |
| 7 tháng 7 năm 1837  | Elijah Parish Lovejoy | Alton Observer         | Alton, Illinois              | Bị một nhóm người ủng hộ chế độ nô lệ sát hại.                                                                                      |
| 6 tháng 6 năm 1843  | James Hagan           | Vicksburg Sentinel     | Vicksburg, Mississippi       | Hagan bị giết trong một cuộc đấu súng với Daniel Weisiger Adams-con trai một người bị anh ta chỉ trích.                             |
| 29 tháng 2 năm 1844 | James A. Ryan         | Vicksburg Sentinel     | Vicksburg, Mississippi       | Vicksburg Sentinel là một tờ báo của đảng Dân chủ và Ryan đã bị giết bởi Whig trong một cuộc đấu tay đôi.                           |
| 15 tháng 9 năm 1848 | John Jenkins          | Vicksburg Sentinel     | Vicksburg, Mississippi       | Bị giết trong một cuộc chiến với một luật sư sau khi hai người có một cuộc xung đột trước đó.                                       |
| 22 tháng 6 năm 1854 | Joseph Mansfield      | San Joaquin Republican | Stockton, California         | Mansfield đã bị giết trong cuộc chiến với một biên tập viên.                                                                        |
| 20 tháng 5 năm 1856 | James King of William | Daily Evening Bulletin | San Francisco, California    | [ 16 ] [ 17 ] |
| 6 tháng 4 năm 1862  | Irving W. Carson      | New-York Tribune       | Pittsburg Landing, Tennessee | Nhà báo đầu tiên bị giết trong Nội chiến Hoa Kỳ, bởi một quả đạn đại bác khi đang đưa tin về trận Shiloh và Tướng Ulysses S. Grant. |